# Musée de Makthar
Le musée de Makthar est un petit musée tunisien, inauguré en 1967, situé sur le site archéologique de Makthar, l'antique Mactaris. Au départ simple musée de site utilisant un bâtiment construit afin d'en faire un café sur l'emplacement d'un marabout, il se compose de trois pièces dont certains éléments sont exposés à l'extérieur au sein d'un jardin lapidaire. Par ailleurs, juste derrière le musée, se trouvent les vestiges d'une basilique.
La collection, qui se compose principalement d'éléments retrouvés lors des fouilles effectuées sur le site ou dans ses environs immédiats, est représentative de l'histoire de la Tunisie depuis l'époque punico-numide jusqu'à la fin de l'Antiquité, avec les traces du christianisme à l'époque byzantine.

## Éléments puniques et néo-puniques

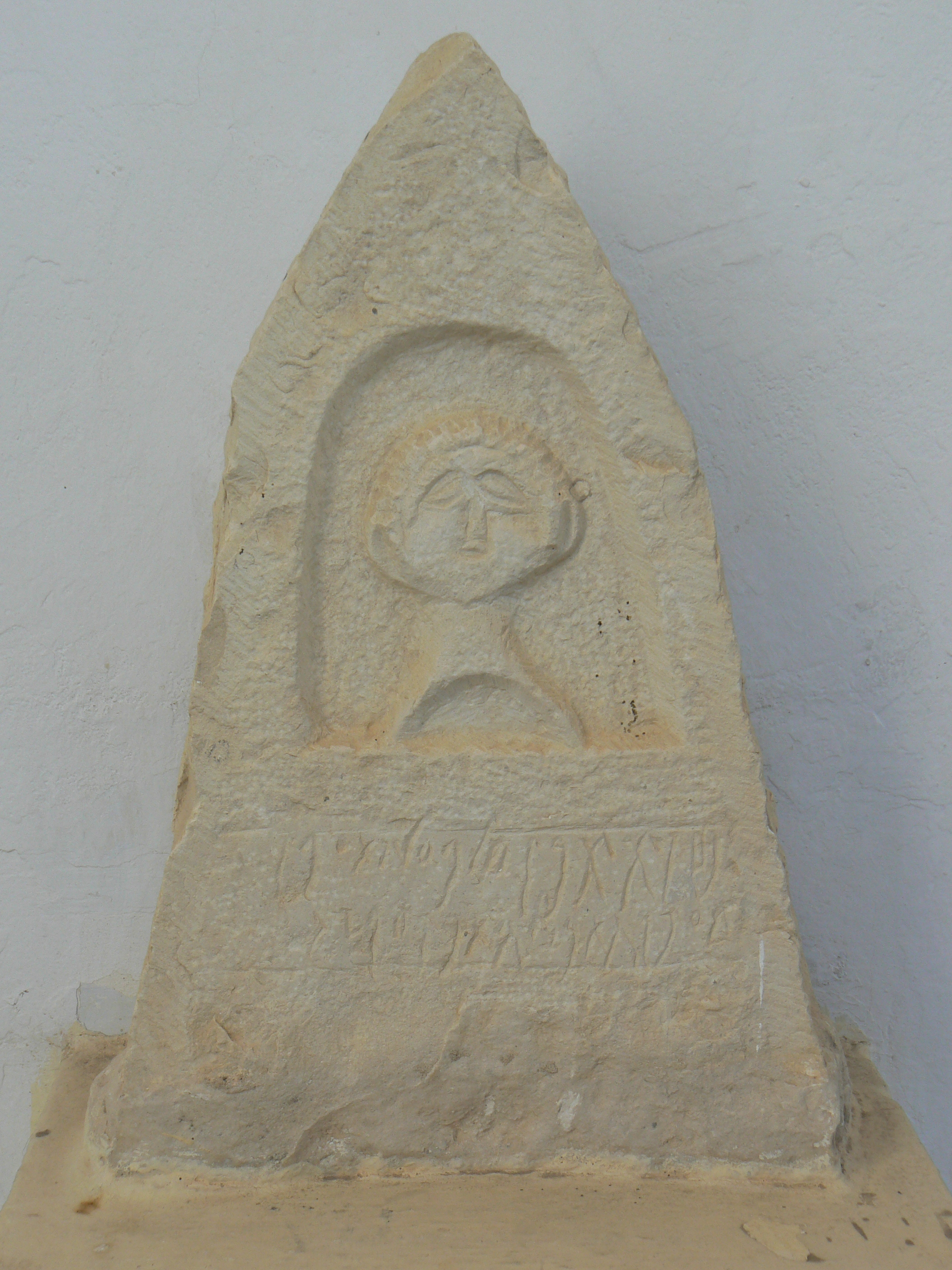
Stèle libyco-punique avec buste de sculpture naïve et inscription.

Le site n'a pas livré de vestiges de l'époque la plus ancienne de l'installation phénicienne en Afrique du Nord. Cependant, les collections puniques ou néo-puniques, de civilisation punique mais datées d'une époque postérieure à la destruction de Carthage lors de la troisième guerre punique, sont particulièrement intéressantes.
Elles sont constituées essentiellement d'ex-votos puniques et néo-puniques et de stèles funéraires parfois munies d'inscriptions aux caractères libyques, puniques et néo-puniques. Certaines possèdent en outre des représentations figurées des défunts, mais au traitement relativement naïf si ce n'est schématique.
Ces découvertes permettent d'appréhender la relation entre les Puniques et les populations autochtones, ainsi que la « punicisation » de ceux-ci, y compris dans une période postérieure à l'anéantissement de la grande cité africaine. Les codes culturels puniques continuent de fait à se diffuser, certains perdurant notamment sur le plan religieux voire politique. On trouve également dans ce département du musée des éléments architectoniques.

## Éléments romains
Les éléments d'époque romaine sont très variés, dont du mobilier d'origine funéraire mais aussi lié à la vie, notamment quotidienne, de la petit cité.
Des éléments architectoniques sont exposés hors du musée, dont le fronton d'un monument funéraire appartenant à des prêtresses de Cérès. On y trouve également des bases de statues et des autels. Au titre des objets de la vie quotidienne, une vitrine présente une collection de lampes à huile de diverses époques, des monnaies, des céramiques mais aussi une vitrine de verroterie antique.

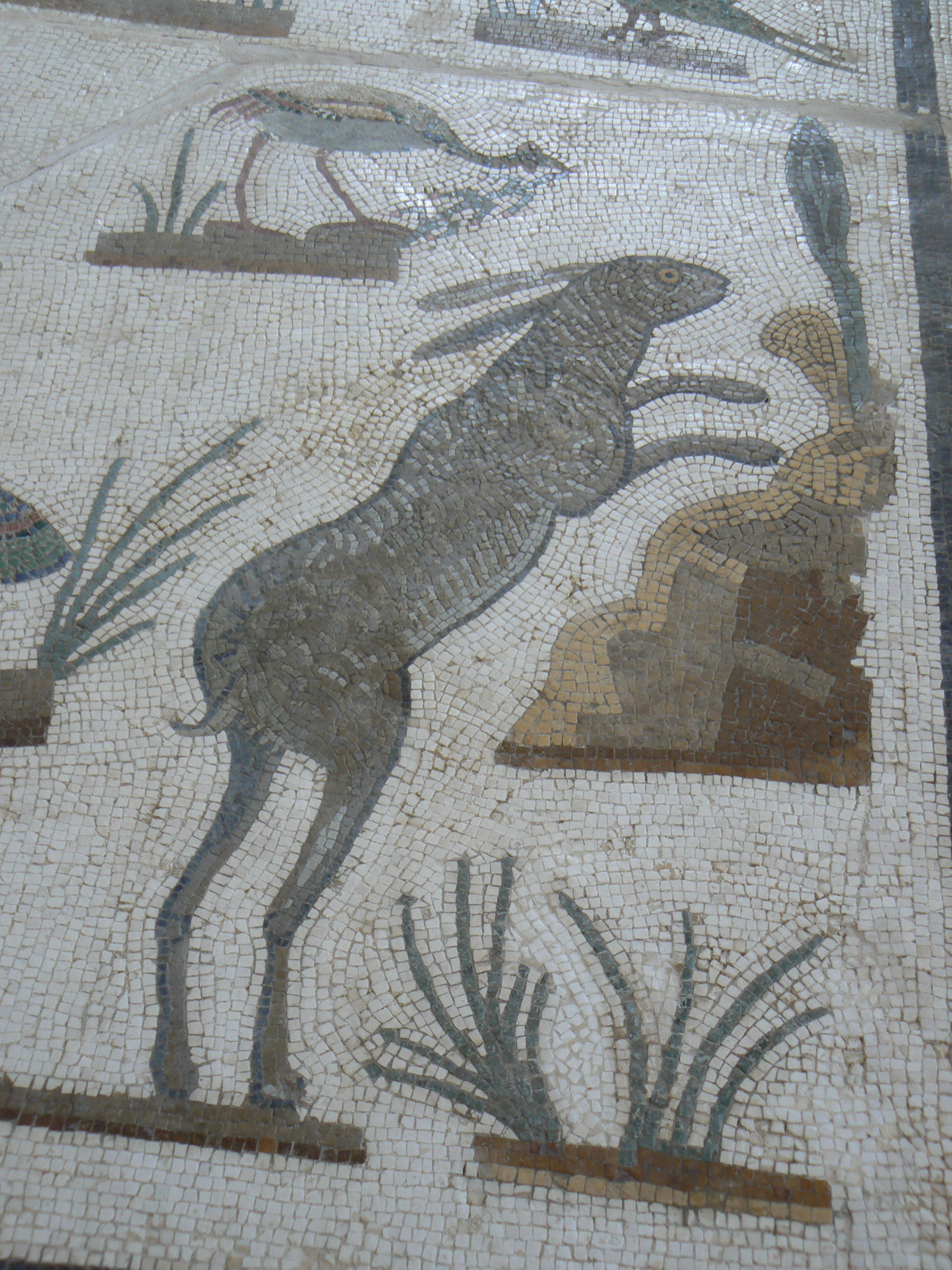
Détail de la mosaïque animalière (lièvre bondissant).

Des mosaïques païennes y sont exposées, dont une grande mosaïque portant de nombreux motifs animaliers (oiseaux et gibiers). Cette thématique est très répandue dans les mosaïques africaines de cette époque. Une autre mosaïque figure Vénus au bain, la divinité se déshabillant, appuyée contre un arbre et entourée de deux petits amours qui lui apportent des fleurs. L'œuvre est remarquable par les jeux d'ombres et de lumières. Il s'y trouve également des fragments de sculptures, en particulier des têtes d'empereurs ou de divinités, qui comportent des traces de dégradations. Un lion, daté du Ier siècle et se rattachant à une tradition numido-punique plus ancienne, est visible même si un exemplaire en meilleur état de conservation se trouve au musée national du Bardo.
Les quatre stèles dites « de la Ghorfa », découvertes non loin de Makthar en 1967, à Maghrawa (antique Macota), sont les dernières d'une série importante dont les premières ont été retrouvées au milieu du XIXe siècle, et dont le lieu de provenance était mal connu jusqu'aux travaux d'Ahmed M'Charek. Elles ont permis d'étudier les rites et croyances religieuses dans l'Afrique romaine et de déterminer l'importance du substrat libyco-punique. Ces découvertes obéissent à des formes stéréotypées, organisées en registres superposés où figurent monde divin, dédicant figuré au milieu d'un fronton de temple et représentation d'un sacrifice dans sa partie basse. De manière plus générale, les textes livrés par le site sont très intéressants pour la connaissance de l'Afrique ancienne : l'onomastique qui apparaît dans les œuvres exposées concerne des noms d'individus qui appartiennent à une population locale en voie de romanisation.

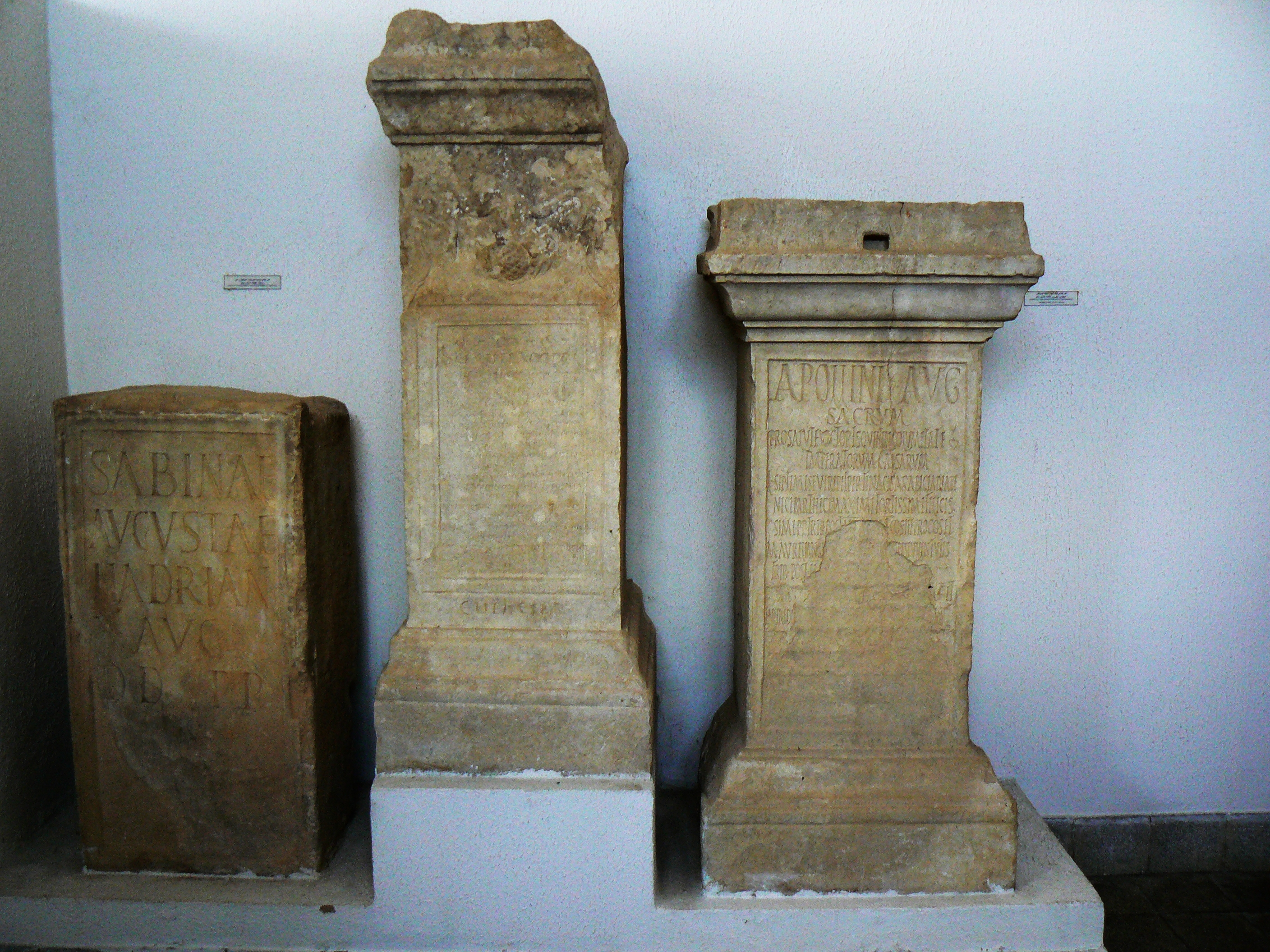
Bases de statues, dont le cippe de Beccut au milieu.
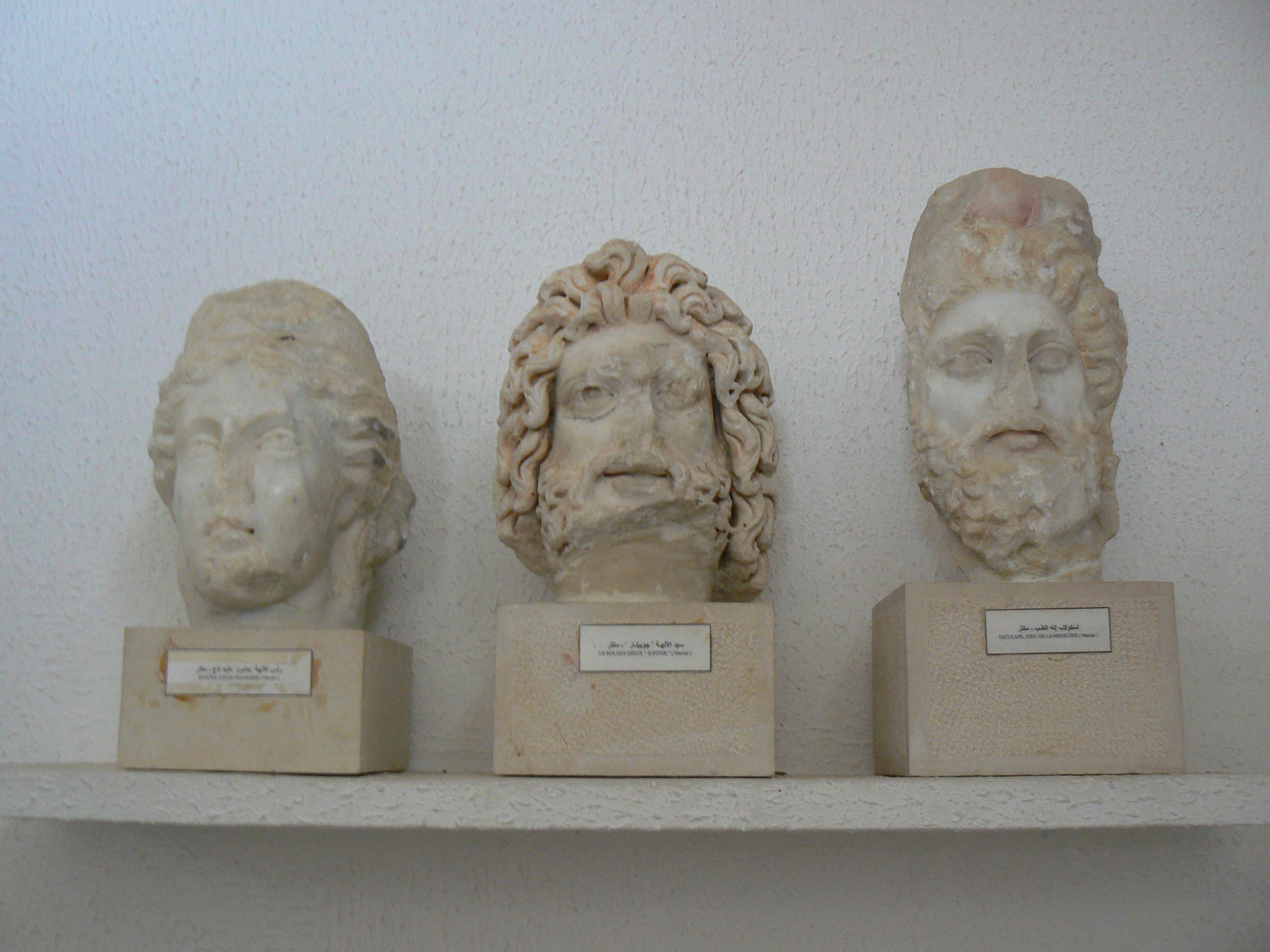
Têtes d'empereurs et d'Esculape.
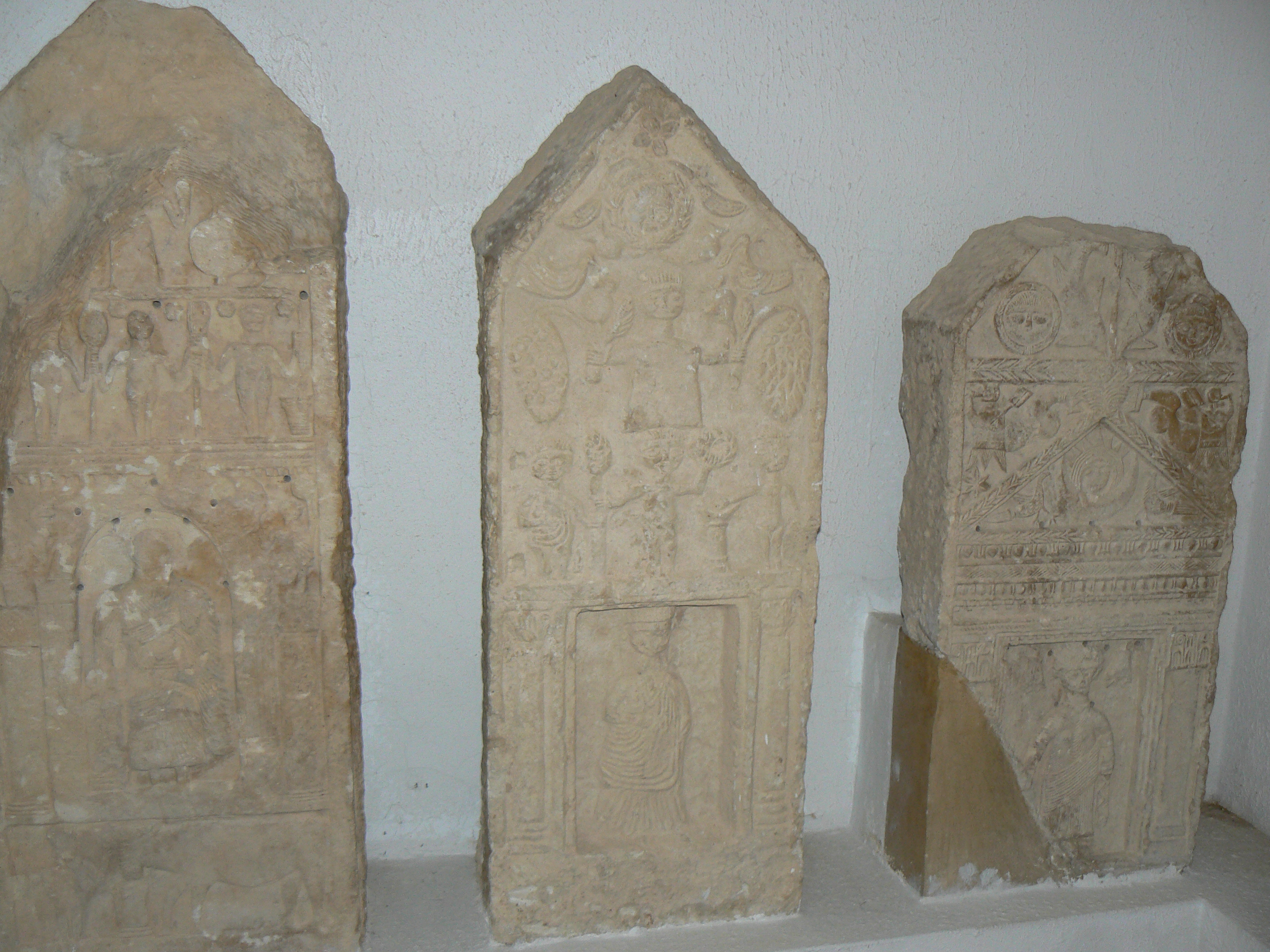
Stèles de type « de la Ghorfa ».
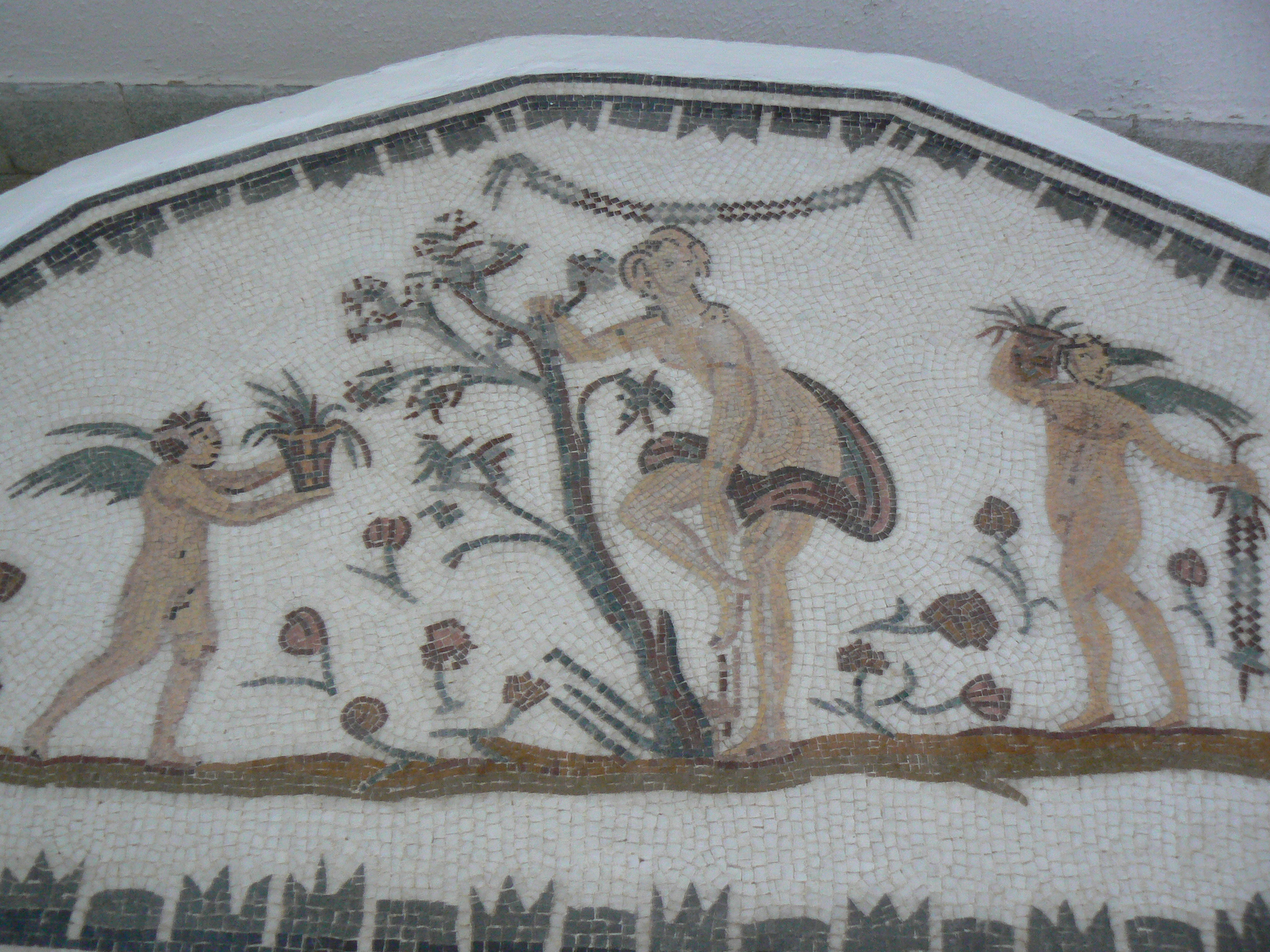
Vénus au bain.

## Éléments paléo-chrétiens et byzantins
Les découvertes exposées dans ce département du musée témoignent de l'implantation du christianisme dans la région.
La période paléo-chrétienne et byzantine est représentée par des fragments de marbre provenant de pierres tombales de tombes chrétiennes dont certaines comportent de fins décors incisés. Le musée comporte aussi de beaux exemplaires d'épitaphes de la même époque, découvertes en grand nombre sur le site.
Le musée abrite aussi de belles mosaïques chrétiennes, notamment funéraires, comportant pour certaines d'entre elles un chrisme ; certaines ornaient des tombes doubles.
À l'arrière du musée se trouvent les vestiges de la basilique dite « de Rutilius » ayant fait l'objet d'études, en particulier de Noël Duval. La construction, qui a repris l'emplacement d'un sanctuaire dédié à Saturne, était peut-être la cathédrale de la ville et a beaucoup souffert des fouilles effectuées sur le site depuis le milieu du XIXe siècle.

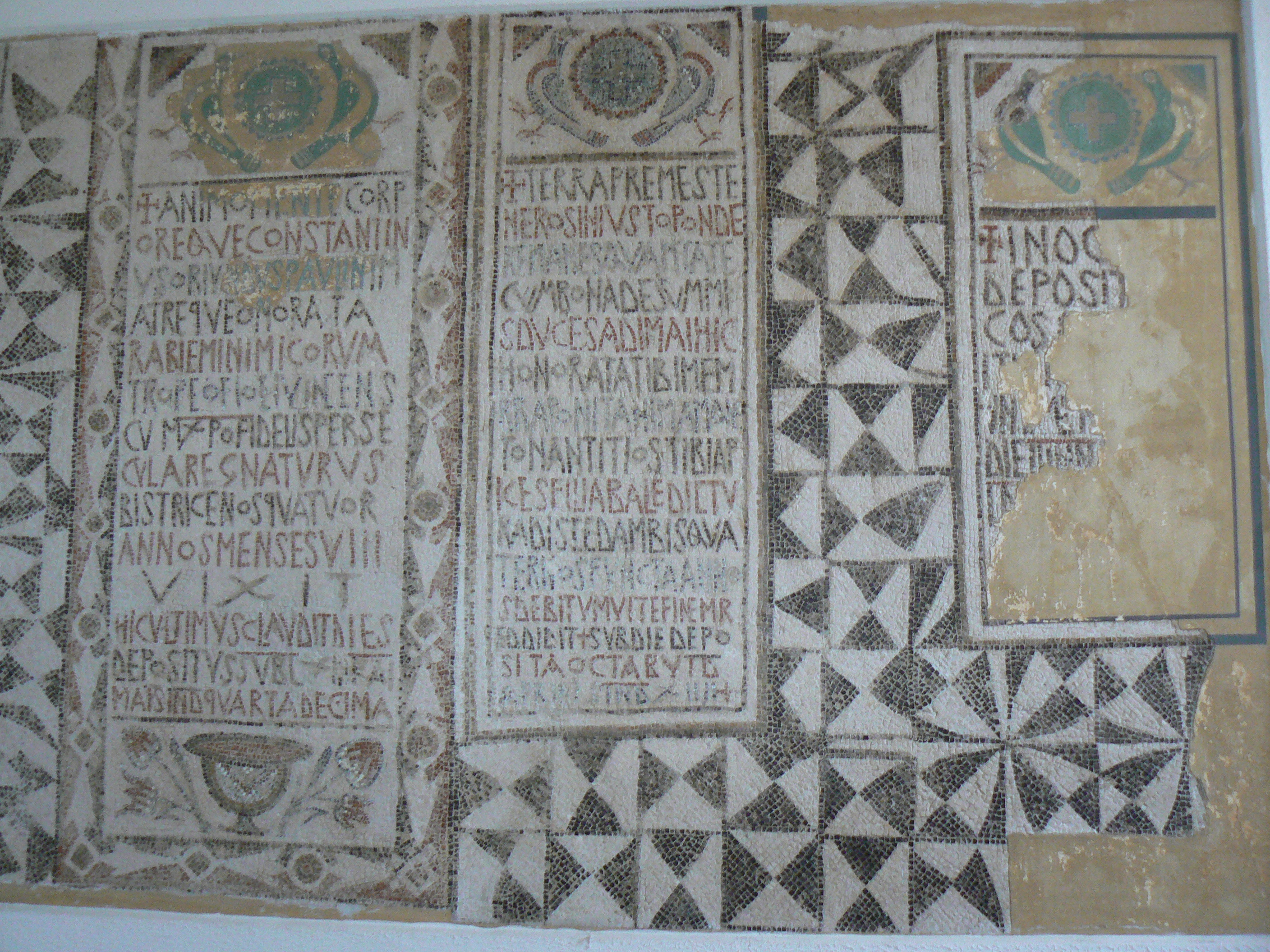
Mosaïques chrétiennes du musée.
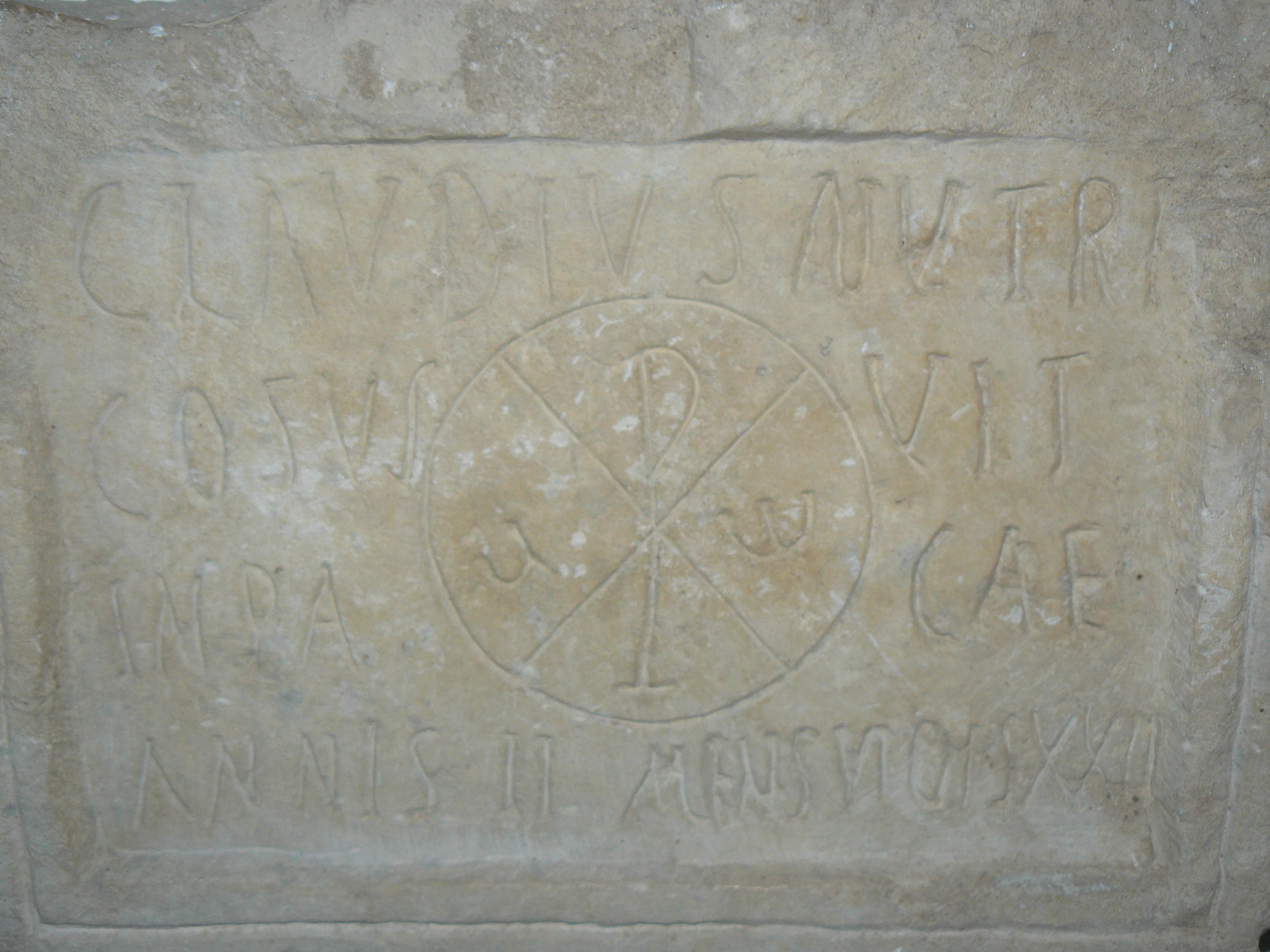
Stèle funéraire chrétienne avec chrisme.
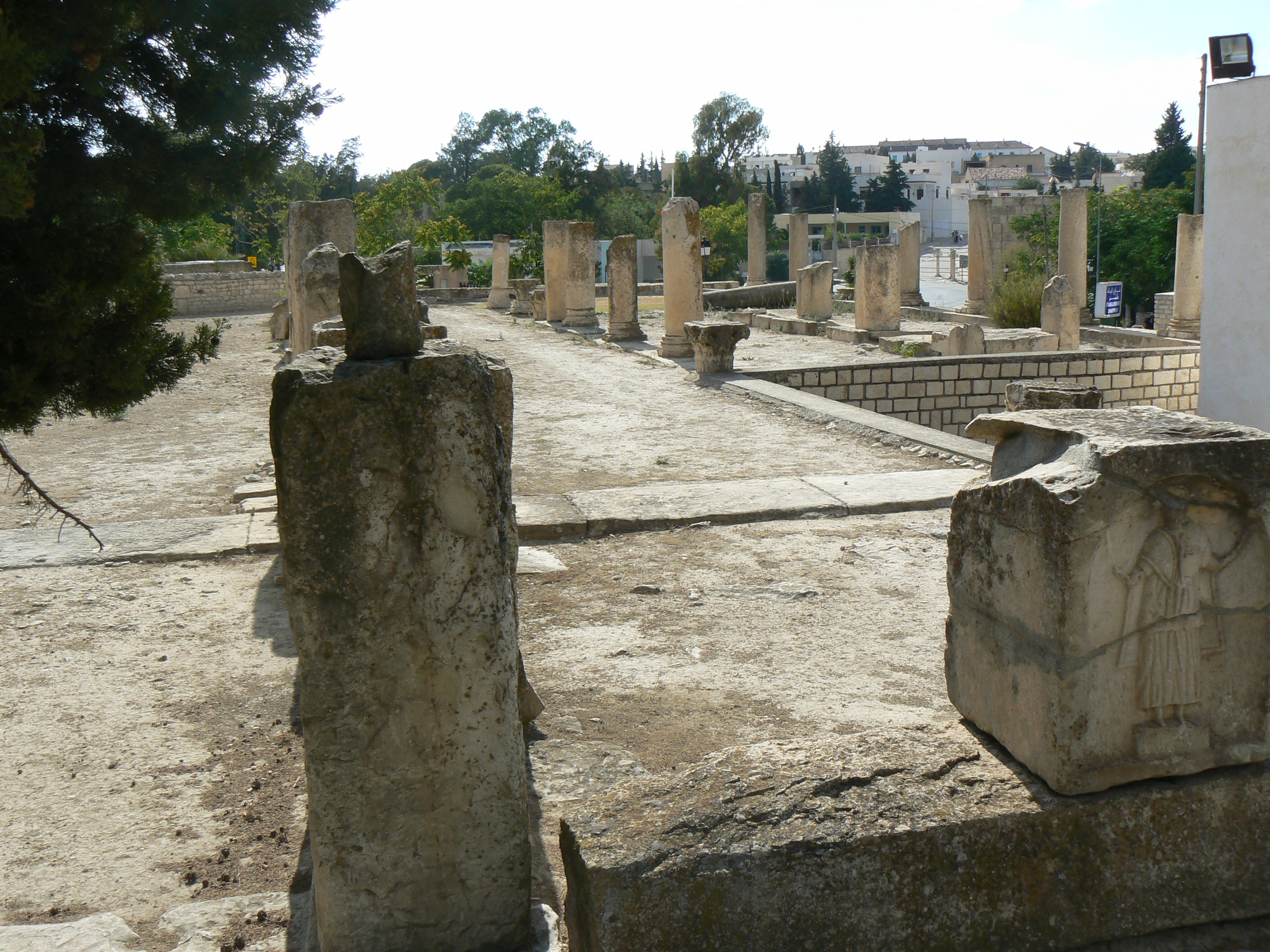
Vestiges de la basilique dite « de Rutilius », à l'arrière du musée, côté rue.
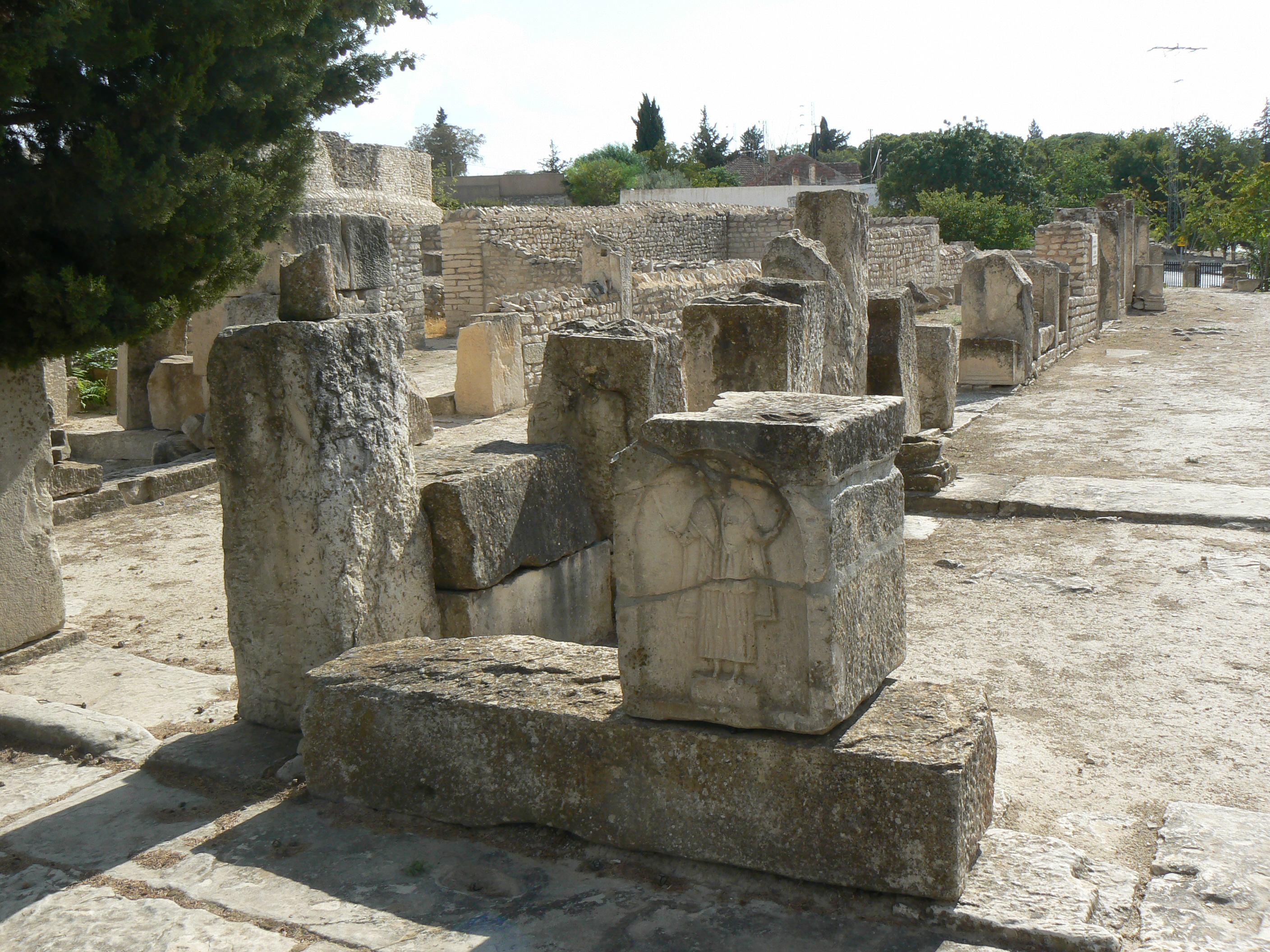
Vestiges des annexes de la basilique dite « de Rutilius », côté amphithéâtre.